# Ashland (Maine)
Ashland – miasto w Stanach Zjednoczonych, w stanie Maine, w hrabstwie Aroostook.